# Jezioro Kraterowe
Jezioro Kraterowe (ang. Crater Lake) – najgłębsze jezioro Stanów Zjednoczonych, leżące w stanie Oregon na terenie Parku Narodowego Jeziora Kraterowego. Jest to jezioro kalderowe. Kryształowo czysta woda sprawia, że jezioro ma zawsze błękitną barwę. Powstało około 7700 lat temu w wyniku erupcji, a następnie zapadnięcia się części wierzchołka wulkanu Mount Mazama. Powstała kaldera wypełniła się wodą opadową ze śniegu i deszczu (jezioro nie posiada dopływów w postaci rzek).